# Dolmen de Chez Moutaud
Le dolmen de Chez Moutaud (ou dolmen de Chez Monteau) est un dolmen situé à Saint-Auvent, dans le département français de la Haute-Vienne.

## Protection
Le dolmen est classé au titre des monuments historiques 6 février 1940, avec le menhir de Chez Moutaud.

## Description
La chambre est de forme trapézoïdale délimitée par quatre orthostates, dont trois regroupés du même côté, surmontés d'une unique table de couverture qui a légèrement glissé. Les supports sont d'inégales proportions. Le plus imposant, de forme triangulaire, mesure 1,85 m de large pour une épaisseur maximale de 0,80 m. Les trois autres mesurent respectivement  0,95 m et 0,60 m pour une hauteur supérieure à 1 m. La chambre funéraire ainsi délimitée mesure 1,85 m au plus large pour une longueur minimale de 2,70 m et maximale de 3,50 m. La table, de forme trapézoïdale, mesure 14,75 m de périmètre, 4,70 m pour la grande base et 4,20 m pour la petite base. Toutes les dalles sont en granite à gros grains alors que le granite disponible à proximité a des grains plus fins.

## Découvertes archéologiques
Masfrand recueillit dans la chambre quelques outils en silex (deux lames dont une en silex noir, une armature de flèche à pédoncule et barbelures) et des tessons de poterie correspondant à deux vases différents.

## Folklore
Selon la légende, la Vierge transportait les pierres dans son tablier et la plus grande d'entre elles sur sa tête. Effrayée par sa rencontre avec le Diable, elle laissa tomber les pierres qui constituèrent l'édifice.
Plusieurs croyances sont associées au monument. Le dolmen avait ainsi le pouvoir de guérir les maladies, pour cela les malades devaient en faire le tour en conservant l'édifice sur leur gauche et placer des épingles entre les supports et la table. Ce pouvoir de guérison concernait aussi le bétail.